# Alfred FitzRoy (8e duc de Grafton)
Alfred William Maitland FitzRoy, 8e duc de Grafton (3 mars 1850 – 10 janvier 1930), titré comte d'Euston entre 1912 et 1918, est un noble britannique.

## Biographie
Il est le deuxième fils d'Augustus FitzRoy (7e duc de Grafton) et son épouse Anna Balfour, fille de James Balfour et la tante d'Arthur Balfour. Son frère aîné et héritier du duché, Henry James FitzRoy, comte d'Euston est mort en 1912, avant la mort de leur père.
Il se marie, tout d'abord à Margaret Rose Smith (1855–1913), le 27 avril 1875, et a trois enfants:
- Lillian Rose FitzRoy (1876–1960), épouse de Charles Robertson.
- Mary Margaret FitzRoy (1877–1966); décédée célibataire.
- William Henry Alfred FitzRoy, vicomte de Ipswich (1884–1918); marié à Auriol Brougham et a un fils John FitzRoy (9e duc de Grafton), et deux filles : Marguerite Jeanne, qui épouse John Nelson, et Marie-Rose. Il combat dans la première Guerre mondiale et est tué dans un accident d'avion le 23 avril 1918.

Le 8e duc se remarie avec Susanna Marie McTaggart-Stewart (1878–1961), le 8 janvier 1916, et a deux filles:
- Elfrida Marie Susanna FitzRoy (1919–1920)
- Cecilia Blanche Geneviève FitzRoy (1922–1974), mariée à Lord Howard de Henderskelfe.

Le 15 mars 1920, il est nommé sous lieutenant de Suffolk.
Le duc est mort en 1930 et est remplacé par son petit-fils, John, comte d'Euston.